# Arsenura mestiza
Arsenura mestiza är en fjärilsart som beskrevs av Max Wilhelm Karl Draudt 1940. Arsenura mestiza ingår i släktet Arsenura och familjen påfågelsspinnare. Inga underarter finns listade i Catalogue of Life.